# The Fantastic Four: First Steps
The Fantastic Four: First Steps ist ein US-amerikanischer Science-Fiction-Superheldenfilm von Regisseur Matt Shakman, der am 25. Juli 2025 in die US-amerikanischen Kinos kam und einen Tag zuvor bereits in den deutschen Kinos erschien. Es handelt sich um den 37. Spielfilm innerhalb des Marvel Cinematic Universe (MCU) und den Auftakt der sogenannten Phase Sechs. Die titelgebenden Helden verkörpern Pedro Pascal, Vanessa Kirby, Ebon Moss-Bachrach und Joseph Quinn.

## Handlung
Beheimatet auf der retrofuturistischen Erde-828, haben sich der Wissenschaftler Dr. Reed Richards, seine Ehefrau Sue Storm, deren Bruder Johnny Storm und Ben Grimm als die sogenannten Fantastic Four – Superhelden und Beschützer der Erde – etabliert: Vier Jahre zuvor flog das Quartett ins All und wurde kosmischer Strahlung ausgesetzt, wodurch jeder von ihnen Mutationen herausbildete und unterschiedliche Kräfte entwickelte. In der Öffentlichkeit erfreuen sich die Vier großer Beliebtheit, nachdem sie als Helden verschiedenste Schurken aufhalten konnten, darunter das Monster Giganto, Red Ghost und dessen Super-Affen sowie Mole Man, Regent des unterirdischen Reiches Subterranea.
Nach zwei Jahren erfolglosen Versuches ein Kind zu bekommen, eröffnet Sue ihrem Ehemann zu Beginn des Films, nun tatsächlich schwanger zu sein. Beim Abendessen teilen sie die Nachricht mit Johnny und Ben, die sich ebenso hocherfreut zeigen. In der Folgezeit beginnen die Vier das Baxter Building für den Nachwuchs herzurichten. Reed sorgt sich, dass das gemeinsame Kind auch Mutationen aufweist, stellt aber bei mehrfachen Tests keine Unstimmigkeiten fest. Die Idylle wird einige Monate später allerdings jäh unterbrochen, als in New York City der mysteriöse Silver Surfer, eine sich auf einem Surfbrett bewegende junge Frau in Silber, auf der Erde erscheint. Als Heroldin verkündet sie das Ende der Menschheit sowie die Zerstörung ihres Planeten durch Galactus, eine universelle Kraft und Verschlinger von Welten. Johnny verfolgt die junge Unbekannte, die ihm einen Satz in einer ihm unverständlichen Sprache zuspricht, ehe sie ihn abschüttelt und verschwindet.
Alarmiert durch die drohende Gefahr und das Verschwinden weiterer Planeten, starten die Fantastic Four eine erneute Weltraummission, um Galactus aufzuspüren. Auf ihrer Reise erreichen sie mit Überlichtgeschwindigkeit einen Planeten, dessen unmittelbarer Zerstörung sie tatenlos zusehen müssen. Als sie ein Schiff innerhalb des kollabierenden Planeten entdecken, erscheint wieder die Heroldin Silver Surfer, der zufolge Galactus die Gruppe nun empfangen wird. Dabei gibt sie Johnny die Bedeutung ihres fremdsprachigen Satzes preis: Er sei ein Segen, nach dem er mit den Seinen sterben soll. Vor Galactus, einer gigantischen Entität stehend, bietet dieser den Vier an, die Erde zu verschonen. Als Gegenleistung fordert er allerdings Sues ungeborenes Kind, welches aufgrund immenser Kräfte sein Erbe antreten und seinen unstillbaren Hunger beenden könnte. Die Gruppe weigert sich und flieht, doch Galactus beschleunigt die Wehen. Nachdem die Vier nach einer erbitterten Verfolgungsjagd Silver Surfer abschütteln können, bringt Sue einen gesunden Sohn zur Welt, dem sie den Namen Franklin gibt.
Bei ihrer Rückkehr zur Erde erklärt Reed bei einer ungeplanten Pressekonferenz ihr Versagen und die bevorstehende Bedrohung durch Galactus, woraufhin sich die Öffentlichkeit enttäuscht und verärgert gegen die Fantastic Four wendet. Als eine aufgebrachte Menge vor dem Baxter Building steht, tritt Sue mit Baby Franklin vor die Versammelten und gewinnt die Öffentlichkeit mit einer Ansprache über Familie und Zusammenhalt wieder für sich. Sie erklärt, nichts unversucht zu lassen, um Galactus aufzuhalten. Inspiriert durch Sues Rede, Himmel und Erde in Bewegung zu setzen, beschließt Reed, den ganzen Planeten Erde zu bewegen. Ermöglichen sollen dies global verteilte Teleportationsbrücken, nachdem Reed zuvor die Teleportationsphysik entschlüsselt hatte.
Als die Vier den Plan umsetzen und die Brücken aktivieren, kehrt Silver Surfer zur Erde zurück und zerstört sämtliche Teleportationsbrücken, bis auf eine letzte am Times Square. Johnny gelingt es in der Zwischenzeit die unbekannte Sprache und Identität der jungen Unbekannten mithilfe weiterer Übertragungen aus dem Weltraum zu entschlüsseln und konfrontiert sie schließlich, als sie daran geht, auch die letzte Brücke zu zerstören. Wie sich herausstellt, handelt es sich bei der Unbekannten um eine Wissenschaftlerin namens Shalla-Bal vom Planeten Zhenn-La. Einst erreichte Galactus auch ihren Planeten, doch indem er versprach ihre Heimat und somit auch ihre Familie zu verschonen, schloss sie sich ihm im Gegenzug willentlich als Heroldin an. Als Johnny ihr die anderen Übertragungen abspielt, alles Botschaften von Welten, die zum Opfer des unstillbaren Hungers ihres Gebieters wurden, wird Shalla-Bal von Emotionen überwältigt und flüchtet, nachdem sie Johnnys Angebot ausschlägt, ihm und den anderen zu helfen.
Mit der verbliebenen Teleportations-Brücke plant Reed, anstelle der Erde nun Galactus in einen entlegenen Winkel des Universums zu teleportieren, wo er ohne Schiff festsitzen würde. Als Lockvogel setzt die Gruppe Franklin ein, der zwischendurch mit einer leeren Transportkapsel ausgetauscht werden soll. Die Zivilbevölkerung wird derweil mit der Zustimmung von Mole Man nach Subterranea evakuiert. Der inzwischen auf der Erde eintreffende Galactus durchschaut aber die List und entführt Franklin. Sue drängt unter dem Einsatz ihrer gesamten Kräfte Galactus zur letzten Teleportationsbrücke, während Reed seinen Sohn retten kann. Das Wurmloch verschlingt den gigantischen Weltraumgott daraufhin, doch als er wieder daraus zu entkommen droht, ist Johnny bereit sich zu opfern. Bevor er jedoch mit Galactus kollidieren kann, wird er von der wiederkehrenden Shalla-Bal abgedrängt, die an seiner Stelle das Opfer bringt und Galactus ins Wurmloch zurückstößt. Die Vier betrauern zunächst die scheinbar verstorbene Sue, doch als Ben ihr Franklin auf ihren Körper legt, erweckt dieser sie wieder zum Leben. Im Anschluss feiern die Fantastic Four, nun in den Augen der Öffentlichkeit erneut rehabilitiert.
In einer Mid-Credit-Szene, angesiedelt vier Jahre später, liest Sue ihrem Sohn, der mittlerweile sprechen kann, aus einem Buch vor. Nachdem sie sich kurz von Franklin abwendet, um ein neues Buch zu holen und wieder zurückkehrt, ist er nun mit einer mysteriösen Gestalt, die einen grünen Umhang trägt und ihre ominöse Maske abgenommen hat, zu sehen.

## Produktion

### Hintergrund und Entwicklung

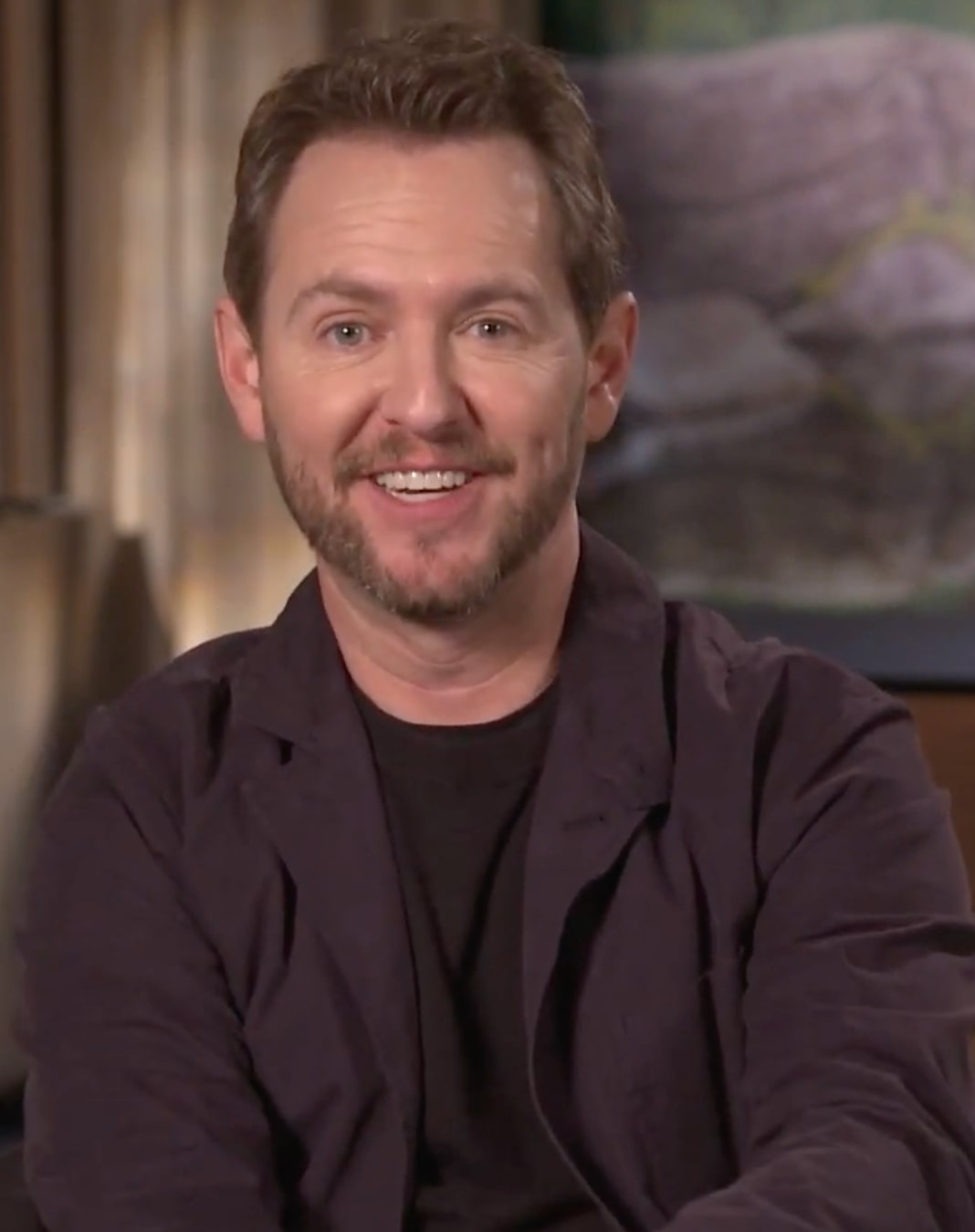
Regisseur Matt Shakman (2023)

Disney-CEO Bob Iger, erklärte, dass die Marvel Studios planen, die Fantastischen Vier in das Marvel Cinematic Universe (MCU) zu integrieren, nachdem Disney im März 2019 20th Century Fox kaufte. Auf der San Diego Comic-Con 2019 kündigte Kevin Feige offiziell einen Fantastic-Four-Film an.
Im Dezember 2020 wurde Jon Watts, der sich zuvor für die MCU-Spider-Man-Filme verantwortlich zeigte, als Regisseur des Films verpflichtet. Im April 2022 verließ Watts das Projekt, da er eine Pause von Superheldenfilmen machen wollte und stattdessen für Apple TV+ den Film Wolfs (2024) drehte. Im August 2022 befand sich Matt Shakman neben Michael Matthews und Reid Carolin in Gesprächen als Regisseur des Films zu fungieren, was auf der D23 Expo im September bestätigt wurde.
Zudem sollten Jeff Kaplan und Ian Springer das Drehbuch schreiben. Dieses wurde von Autor Josh Friedman sowie später von Eric Pearson und Peter Cameron zusätzlich überarbeitet. Das finale Drehbuch wurde Friedman, Pearson, Kaplan und Springer zugeschrieben, wobei Pearson, Kaplan und Springer neben Kat Wood ebenfalls einen Story-Credit erhielten.
Auf der San Diego Comic-Con International 2024 wurde mit The Fantastic Four: First Steps der neue Titel des Films bekanntgegeben, daneben bestätigte Regisseur Shakman, dass der Film in einer retrofuturistischen Welt angesiedelt ist, nachdem Produzent Feige verriet, dass der Film nicht auf der primären Erde-616, sondern innerhalb des Multiversums auf der neuen Erde-828 spiele. Als primäre Inspiration aus den Comics für das Setting und den zentralen Konflikt im Film benannte Shakman die Ausgaben Fantastic Four #1 (August 1961) sowie Fantastic Four #48–#50 (Dezember 1965 bis Februar 1966).
Das Raumschiff der Fantastic Four erschien bereits unangekündigt in der Post-Credit-Szene von Thunderbolts* (2025), verwies damit allerdings auf Avengers: Doomsday anstelle des neuen Films. Die Ereignisse von The Fantastic Four: First Steps sollen dabei direkt in die Handlung von Avengers: Doomsday leiten.

### Besetzung
Am Valentinstag des Jahres 2024 veröffentlichte Marvel ein Bild, das die Besetzung des Films zeigte: Pedro Pascal als Reed Richards / Mister Fantastic, Vanessa Kirby als Sue Storm / Die Unsichtbare, Joseph Quinn als Johnny Storm / Die menschliche Fackel und Ebon Moss-Bachrach als Ben Grimm / Das Ding. Später wurden mit Julia Garner als Shalla-Bal, einer weibliche Version des Silver Surfers, und Ralph Ineson als Galactus zwei Antagonisten verpflichtet.
Zudem verkörpern Mark Gatiss und Ada Scott jeweils den Talkshow-Moderator Ted Gilbert und Reeds Sohn Franklin Richards, während der Roboter H.E.R.B.I.E. derweil seine Stimme von Matthew Wood bezieht. Iron Man-Darsteller Robert Downey Jr. wurde daneben als Schurke Victor von Doom / Doctor Doom in der Mid-Credit-Szene des Films eingeführt, ehe er mit den beiden Avengers-Filmen Doomsday und Secret Wars ins Zentrum gerückt wird. Obwohl das Gesicht der Figur nicht zu sehen ist, drehte Downey Jr. persönlich seine entsprechende Szene.
Daneben schlossen sich Paul Walter Hauser als Harvey Elder / Mole Man, John Malkovich als Ivan Kragoff / Red Ghost und Natasha Lyonne als Rachel Rozman sowie Sarah Niles als Lynne Nichols der Besetzung an. Malkovich und Hauser hatten vorherige Angebote ausgeschlagen und Bedenken wegen der schlechten Rezeption vorheriger Fantastic Four-Filme, sagten aber schließlich doch aufgrund der Crew und der Zusammenarbeit mit Regisseur Shakman zu. Wie Shakman selbst allerdings im Juli 2025 erklärte, sei Malkovichs Rolle aus der finalen Fassung herausgeschnitten worden, da der Film viel zu balancieren habe und manche Elemente ultimativ weichen mussten. Dennoch ist Malkovichs Figur in der Post-Credit-Szene in einem Ausschnitt einer Zeichentrickserie zu sehen.
Mit Alex Hyde-White, Rebecca Staab, Jay Underwood und Michael Bailey Smith wurden zudem die Darsteller der Fantastic Four aus dem unveröffentlichten Spielfilm von 1994 besetzt.

### Dreharbeiten
Die Dreharbeiten mit Kameramann Jess Hall begannen im Juli 2024 unter dem Arbeitstitel Blue Moon in den Londoner Pinewood Studios. Das gesamte Außengelände der Pinewood Studios wurde hierbei zur Darstellung des Times Square genutzt. Mitte Oktober 2024 wurde in Dorset gedreht, weitere Aufnahmen erfolgten zudem in Derbyshire Dales und Oviedo. Im November 2024 wurden die Dreharbeiten abgeschlossen, im Mai 2025 allerdings weitere Szenen gedreht. Shakman ging den Dreh auf eine ähnliche Weise an, als hätte ihn Stanley Kubrick verantwortet, indem er unter anderem auf spezielle Kameralinsen, praktische Elemente, Modelle und Miniaturen setzte. Der Film soll wie vorherige MCU-Filme im IMAX- sowie im ScreenX- und 4DX-Format veröffentlicht werden.
Die Post-Credit-Szene des Films wurde wie jene von Thunderbolts* durch Anthony und Joe Russo am Set von Avengers: Doomsday gedreht, Shakman zufolge besuchte das Regie-Duo ebenfalls oft die regulären Aufnahmen und sahen sich Szenen an, um sich mit den Figuren vertraut zu machen.

### Ausstattung und Postproduktion
Das Ding und der Silver Surfer werden von Moss-Bachrach und Garner per Motion-Capture-Verfahren dargestellt. Für Das Ding konsultierte Shakman darüber hinaus Wissenschaftler um ein bestmögliches Ergebnis zu erzielen. Als Inspiration für das Erscheinungsbild der Entität Galactus wurde auf Wunsch Feiges die Darstellung des Charakters im Videospiel Fortnite (2017) herangezogen. Anstelle von reiner Motion-Capture-Technik ließ Shakman die charakteristische Rüstung der Entität als Kostüm für Ineson konstruieren und nahm zusätzliche Aufnahmen vor, um den Maßstab der Figur mit dem Rest des Films angemessen abzustimmen. Der Roboter H.E.R.B.I.E. wurde durch das Zusammenspiel von einer Holzpuppe, eines von vier Leuten gesteuerten Animatronics und visuellen Effekten im fertigen Film zum Leben erweckt.
Den Schnitt verantworteten Tim Roche und Nona Khodai. Das Szenenbild schuf Kasra Farahani, das Kostümdesign übernahm Alexandra Byrne.
Für die Visuellen Effekte zeichnet Industrial Light & Magic verantwortlich, als Supervisor fungiert Scott Stokdyk. Das Filmbudget belief sich auf etwa 200 Millionen US-Dollar.

### Musik

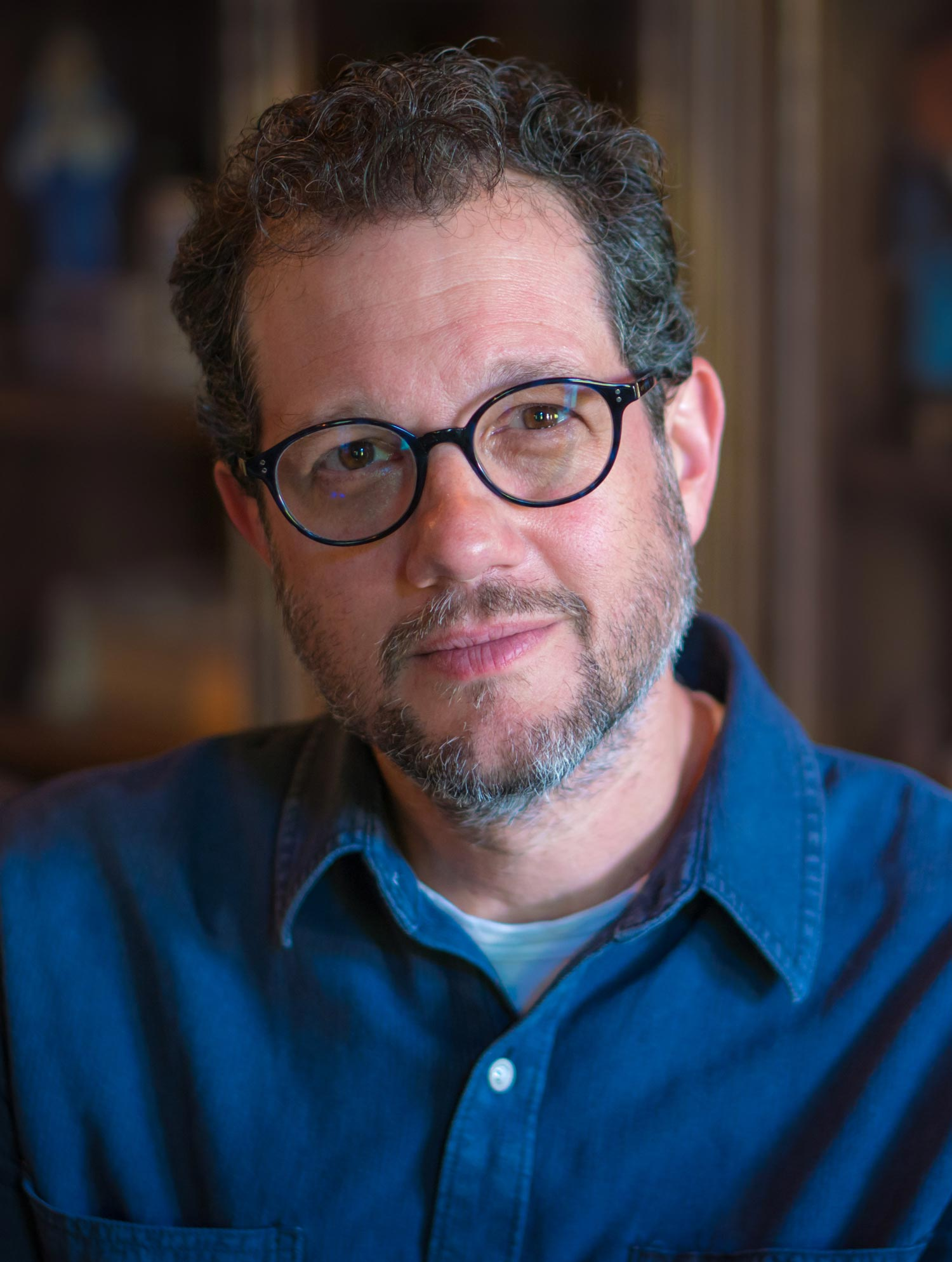
Für die Filmmusik zeichnet Oscar-Preisträger Michael Giacchino verantwortlich.

Die Filmmusik komponierte Michael Giacchino.
Das Leitmotiv der titelgebenden Helden wurde im Rahmen der D23 im August 2024 sowie als Teil der Marvel Studios’ Infinity Saga Concert Experience gespielt. Die Veröffentlichung des Leitmotivs erfolgte als Download am 5. Juni 2025, ehe es am 25. Juli 2025 als Single gemeinsam mit dem von Andrea Dratzman geschriebenen und gesungenen Musikstück Let Us Be Devoured veröffentlicht werden soll. Das Soundtrack-Album als Ganzes wurde derweil bereits am 18. Juli 2025 veröffentlicht.
| Nr.          | Titel                                                       | Länge   |
| ------------ | ----------------------------------------------------------- | ------- |
| 1.           | The Fantastic Four: First Steps Main Theme Extended Version | 4:10    |
| 2.           | Pregnancy Testing 1, 2, 3                                   | 1:58    |
| 3.           | Fantastic Four, First Cue                                   | 5:34    |
| 4.           | Herald Today, Gone Tomorrow                                 | 3:48    |
| 5.           | Out to Launch                                               | 6:10    |
| 6.           | A Galactus Case of the Munchies                             | 3:08    |
| 7.           | Bowel Before Me                                             | 3:08    |
| 8.           | The Light Speed of Your Life                                | 3:43    |
| 9.           | Nothing Neutron Under the Sun                               | 2:23    |
| 10.          | Starship Birth                                              | 5:07    |
| 11.          | Span-Tastic Voyage                                          | 6:36    |
| 12.          | The Bridges of Silver Surfer Country                        | 1:34    |
| 13.          | A Mole in Your Plan                                         | 3:09    |
| 14.          | A Walk on the City                                          | 6:09    |
| 15.          | The Other Sue Drops                                         | 5:34    |
| 16.          | Don't Sue the Baby!                                         | 2:53    |
| 17.          | Without Further Adieu                                       | 1:24    |
| 18.          | Carseat Drivers                                             | 1:17    |
| 19.          | Fantastic Four to Be Reckoned With                          | 2:28    |
| 20.          | The Galactus/Silver Surfer Suite                            | 7:24    |
| 21.          | Tripping the Lights Fantastic                               | 2:16    |
| 22.          | The Fantastic Four Power Hour (Cartoon Theme)               | 0:34    |
| 23.          | The Ted Gilbert Show – Michael Giacchino & Andrea Dratzman  | 0:40    |
| 24.          | Let Us Be Devoured (Studio Version) – Andrea Dratzman       | 3:42    |
| 25.          | H.E.R.B.I.E.'s Lullaby – Matthew Wood                       | 1:18    |
| Gesamtlänge: | Gesamtlänge:                                                | 1:22:07 |

### Marketing und Veröffentlichung
Ein erster offizieller Trailer wurde am 4. Februar 2025 veröffentlicht.
Anfang April 2025 wurde auf der CinemaCon hinter verschlossenen Türen weiteres Footage präsentiert, wobei erstmals der Silver Surfer zu sehen war. Am 17. April 2025 erfolgte schließlich die Veröffentlichung als offizieller Trailer für die Öffentlichkeit.
Mitte Mai 2025 folgte ein erstes vollständiges Bild von Galactus. Der finale Trailer wurde am 25. Juni 2025 veröffentlicht.
Ebenfalls im April 2025 wurde für den 2. Juli 2025 ein von Matt Fraction geschriebener One-Shot-Comic mit dem Titel Fantastic Four: First Steps angekündigt, für den das Filmteam um Marvel Studios eng mit dem Autor und Marvel Comics zusammenarbeitete. Der Comic zeigt ein frühes Abenteuer der neuen Fantastic Four und wird als semi-metafiktionale Komponente von der Future Foundation vertrieben.
Die Weltpremiere von The Fantastic Four: First Steps wurde am 21. Juli 2025 im Dorothy Chandler Pavilion in Los Angeles abgehalten, parallel konnte zum ersten Mal die Premiere auch via Disney+ gestreamt werden.
The Fantastic Four: First Steps erscheint am 25. Juli 2025 als Start der sogenannten Phase Sechs des MCU in den US-amerikanischen Kinos, der Film soll dabei im IMAX Format als auch im ScreenX- und 4DX-Format gezeigt werden. Zuvor waren Starttermine im November 2024, Februar 2025 und Mai 2025 vorgesehen.

## Synchronisation
Die deutschsprachige Synchronisation entstand bei Interopa Film in Berlin nach einem Dialogbuch von Antonia Ganz und unter der Dialogregie von Zoë Beck.
| Rolle                                   | Schauspieler       | Synchronsprecher    |
| --------------------------------------- | ------------------ | ------------------- |
| Dr. Reed Richards / Mister Fantastic    | Pedro Pascal       | Nico Mamone         |
| Sue Storm / The Invisible Woman         | Vanessa Kirby      | Svantje Wascher     |
| Ben Grimm / The Thing                   | Ebon Moss-Bachrach | Vlad Chiriac        |
| Johnny Storm / The Human Torch          | Joseph Quinn       | Oscar Räuker        |
| Shalla-Bal / Silver Surfer              | Julia Garner       | Friedel Morgenstern |
| Galactus                                | Ralph Ineson       | Peter Sura          |
| Harvey Elder / Mole Man                 | Paul Walter Hauser | Manuel Straube      |
| Ted Gilbert                             | Mark Gatiss        | Erich Räuker        |
| Lynne Nichols                           | Sarah Niles        | Nora Kunzendorf     |
| Rachel Rozman                           | Natasha Lyonne     | Britta Steffenhagen |
| ABC-Nachrichtensprecher William Russell | Alex Hyde-White    | Till Hagen          |

## Rezeption

### Kritiken
Von den 383 bei Rotten Tomatoes aufgeführten Kritiken sind 86 Prozent positiv. Bei Metacritic erhielt der Film basierend auf 54 Kritiken einen Metascore von 65 von 100 möglichen Punkten.
Caralynn Matassa von Comic Book Resources bezeichnet The Fantastic Four: First Steps als den besten MCU-Film in Jahren, der durch eine starke Besetzung rund um die titelgebenden Helden, solide Action und mehrheitlich gute visuelle Effekte geerdet werde, bemängelte aber die auf das Baby Franklin Richards angewendeten CGI-Effekte.
Etwas gemischter zeigt sich Emma Kiely in ihrer Kritik für Collider.com, die zwar Pascal und insbesondere die von Kirby verkörperte Sue Storm und praktische Sets wie Worldbuilding lobend herausstellt, allerdings die Handlung als einfach mit wenig Subtext, manche visuelle Effekte als nicht zum Rest des Films passend und Joseph Quinn in der Rolle von Johnny Storm als fehlbesetzt erachtet. Ähnlich gemischt zeigt sich Spencer Perry von comicbook.com, der die vier Hauptdarsteller und die entsprechenden Rollen sowie die von Julia Garner, Ralph Ineson und Paul Walter Hauser dargestellten Schurken positiv hervorhob, daneben auch den Soundtrack lobte, doch insgesamt ließe sich ein gewisser Funken vermissen.

### Einspielergebnisse
Am Eröffnungswochenende konnte der Film in Nordamerika Einnahmen in Höhe von 118 Mio. US-Dollar erzielen; weltweit wurden am ersten Wochenende 218 Mio. US-Dollar eingespielt, was nahe an den erwarteten 190–210 Mio. US-Dollar lag. Mit 57 Millionen US-Dollar am Starttag erreichte der Film das bis dato zweitbeste Ergebnis des Jahres nach Ein Minecraft Film.
Die weltweiten Einnahmen aus Kinovorführungen belaufen sich auf 451,6 Millionen US-Dollar, von denen The Fantastic Four: First Steps allein 247 Millionen US-Dollar im nordamerikanischen Raum erwirtschaften konnte. In Deutschland verzeichnet der Film bisher 531.513 Kinobesucher.

## Zukunft
Nach ihrem Solofilm sollen die Fantastic Four ebenfalls in den beiden nachfolgenden Avengers-Filmen Doomsday (2026) und Secret Wars (2027) auftreten. Im Juni 2025 wurde zudem über eine Fortsetzung von First Steps berichtet.